# 高田潔
高田 潔（たかた きよし）は日本の内閣府官僚。

## 来歴
兵庫県宝塚市生まれ。西宮市育ち。兵庫県立西宮北高等学校を経て、1986年東京大学工学部卒業、経済企画庁入庁。内閣府国民生活局消費者調整課長、内閣府大臣官房参事官、内閣官房内閣参事官、内閣官房内閣審議官などを経て、2018年消費者庁政策立案総括審議官。2019年消費者庁次長。

## 職歴
- 1986年：経済企画庁入庁[4]
- 1992年：経済企画庁調整局国際経済第二課課長補佐[4]
- 1995年：外務省欧州共同体日本政府代表部二等書記官[4]
- 1996年：外務省欧州連合日本政府代表部一等書記官[4]
- 1998年：経済企画庁長官官房秘書課課長補佐[4]
- 1998年：経済企画庁国民生活局国民生活政策課課長補佐[4]
- 2000年：世界平和研究所主任研究員[4]
- 2002年：外務省経済協力局有償資金協力課企画官[4]
- 2005年：内閣府経済社会総合研究所上席主任研究官[4]
- 2006年：総務省公害等調整委員会事務局審査官[4]
- 2007年：内閣府国民生活局消費者調整課長[4]
- 2008年：内閣府大臣官房国際課長[4]
- 2009年：内閣官房内閣参事官（内閣官房副長官補付）[4]
- 2010年：内閣府大臣官房参事官（政府広報室担当）
- 2012年：内閣官房内閣参事官（内閣官房副長官補付）[4]
- 2014年：財務省大臣官房参事官、財務省財務総合政策研究所次長、内閣官房内閣審議官（内閣官房副長官補付）、内閣官房TPP政府対策本部員[4]
- 2015年：財務省大臣官房参事官、財務省財務総合政策研究所副所長、内閣官房内閣審議官（内閣官房副長官補付）、内閣官房TPP政府対策本部員[4]
- 2017年：内閣官房内閣審議官（内閣官房副長官補付）、内閣官房領土・主権対策企画調整室長、内閣官房TPP政府対策本部審議官、内閣広報室併任
- 2018年：消費者庁政策立案総括審議官[4]
- 2019年：消費者庁次長、内閣官房副長官補付併任、内閣官房ギャンブル等依存症対策推進本部事務局審議官、内閣官房ギャンブル等依存症対策推進本部事務局ギャンブル等依存症対策総括官[4]
- 2020年：消費者庁新未来創造戦略本部長代理併任[4]
- 2022年：内閣府大臣官房付、辞職[5]